# Beechcraft AQM-37 Jayhawk
AQM-37 Jayhawk (định danh gốc là Beech KD2B) là một loại bia bay siêu thanh phóng từ trên không, do Beechcraft (hiện nay là Raytheon) chế tạo, nó có khả năng mô phỏng đầu đạn ICBM để phục vụ các bài tập bắn hạ mục tiêu.

## Biến thể
Model 1019
Model 1072
Short Stiletto
Model 1088
Model 1094
Model 1100
Model 1101
Model 1102(AQM-37A)
XKD2B-1
KD2B-1
AQM-37A
AQM-37B
AQM-37C
AQM-37D
Teledyne Ryan AQM-81A Firebolt
Teledyne Ryan AQM-81B
Q-12

## Trưng bày

Trưng bày AQM-37

- Chiếc AQM-37 được trưng bày tại Bảo tàng máy bay không người lái Caddo Mills, Texas.[1]

## Tính năng kỹ chiến thuật (AQM-37C)
Đặc điểm tổng quát
- Kíp lái: 0
- Chiều dài: 14 ft 0 in (4.27 m)
- Sải cánh: 3 ft 4 in (1.00 m)
- Chiều cao: 2 ft 2 in (0.66 m)
- Trọng lượng có tải: 620 lb (280 kg)
- Động cơ: 1 × Rocketdyne LR64-NA-4 kiểu rocket nhiên liệu lỏng, 850 lbf (3,78 kN) mỗi chiếc

Hiệu suất bay
- Vận tốc cực đại: Mach 4.0
- Tầm bay: 113 dặm (180 km)  5 phút
- Trần bay: 100.000 ft (30.000 m)